# Tres-cents
El tres-cents és un nombre natural que seguix al nombre 299 i precedeix al nombre 301. S'escriu 300 en la númeració àrab o CCC en xifres romanes. La seva representació binària és 100101100, la representació octal 454 i l'hexadecimal 12C.
La seva factorització en nombres primers és 2² × 3 × 5² = 300.
L'ordinal corresponent és tres-centè.
Ocurrències del 300:
- Un tricentenari és un esdeveniment que passa als tres-cents anys d'un altre
- La màxima puntuació de bitlles
- Els anys 300 i 300 aC

## Nombres del 301 al 399

### Nombres del 301 al 309
| Nombre | Nombre romà | Sistema hexadecimal | Més informació que destaca del nombre |
| 301    | CCCI        | 12D                 |                                       |
| 302    | CCCII       | 12E                 |                                       |
| 303    | CCCIII      | 12F                 |                                       |
| 304    | CCCIV       | 130                 |                                       |
| 305    | CCCV        | 131                 |                                       |
| 306    | CCCVI       | 132                 |                                       |
| 307    | CCCVII      | 133                 |                                       |
| 308    | CCCVIII     | 134                 |                                       |
| 309    | CCCIX       | 135                 |                                       |

### Nombres del 310 al 319
| Nombre | Nombre romà | Sistema hexadecimal | Més informació que destaca del nombre |
| 310    | CCCX        | 136                 |                                       |
| 311    | CCCXI       | 137                 |                                       |
| 312    | CCCXII      | 138                 |                                       |
| 313    | CCCXIII     | 139                 |                                       |
| 314    | CCCXIV      | 13A                 |                                       |
| 315    | CCCXV       | 13B                 |                                       |
| 316    | CCCXVI      | 13C                 |                                       |
| 317    | CCCXVII     | 13D                 |                                       |
| 318    | CCCXVIII    | 13E                 |                                       |
| 319    | CCCXIX      | 13F                 |                                       |

### Nombres del 320 al 329
| Nombre | Nombre romà | Sistema hexadecimal | Més informació que destaca del nombre |
| 320    | CCCXX       | 140                 | En el sistema octal, 320 és 500.      |
| 321    | CCCXXI      | 141                 |                                       |
| 322    | CCCXXII     | 142                 |                                       |
| 323    | CCCXXIII    | 143                 |                                       |
| 324    | CCCXXIV     | 144                 |                                       |
| 325    | CCCXXV      | 145                 |                                       |
| 326    | CCCXXVI     | 146                 |                                       |
| 327    | CCCXXVII    | 147                 |                                       |
| 328    | CCCXXVIII   | 148                 |                                       |
| 329    | CCCXXIX     | 149                 |                                       |

### Nombres del 330 al 339
| Nombre | Nombre romà | Sistema hexadecimal | Més informació que destaca del nombre |
| 330    | CCCXXX      | 14A                 |                                       |
| 331    | CCCXXXI     | 14B                 |                                       |
| 332    | CCCXXXII    | 14C                 |                                       |
| 333    | CCCXXXIII   | 14D                 |                                       |
| 334    | CCCXXXIV    | 14E                 |                                       |
| 335    | CCCXXXV     | 14F                 |                                       |
| 336    | CCCXXXVI    | 150                 |                                       |
| 337    | CCCXXXVII   | 151                 |                                       |
| 338    | CCCXXXVIII  | 152                 |                                       |
| 339    | CCCXXXIX    | 153                 |                                       |

### Nombres del 340 al 349
| Nombre | Nombre romà | Sistema hexadecimal | Més informació que destaca del nombre |
| 340    | CCCXL       | 154                 |                                       |
| 341    | CCCXLI      | 155                 |                                       |
| 342    | CCCXLII     | 156                 |                                       |
| 343    | CCCXLIII    | 157                 | En factors primers, 7³ = 343          |
| 344    | CCCXLIV     | 158                 |                                       |
| 345    | CCCXLV      | 159                 |                                       |
| 346    | CCCXLVI     | 15A                 |                                       |
| 347    | CCCXLVII    | 15B                 |                                       |
| 348    | CCCXLVIII   | 15C                 |                                       |
| 349    | CCCXLIX     | 15D                 |                                       |

### Nombres del 350 al 359
| Nombre | Nombre romà | Sistema hexadecimal | Més informació que destaca del nombre |
| 350    | CCCL        | 15E                 |                                       |
| 351    | CCCLI       | 15F                 |                                       |
| 352    | CCCLII      | 160                 |                                       |
| 353    | CCCLIII     | 161                 |                                       |
| 354    | CCCLIV      | 162                 |                                       |
| 355    | CCCLV       | 163                 |                                       |
| 356    | CCCLVI      | 164                 |                                       |
| 357    | CCCLVII     | 165                 |                                       |
| 358    | CCCLVIII    | 166                 |                                       |
| 359    | CCCLIX      | 167                 |                                       |

### Nombres del 360 al 369
| Nombre | Nombre romà | Sistema hexadecimal | Més informació que destaca del nombre |
| 360    | CCCLX       | 168                 |                                       |
| 361    | CCCLXI      | 169                 | En factors primers, 19² = 361         |
| 362    | CCCLXII     | 16A                 |                                       |
| 363    | CCCLXIII    | 16B                 |                                       |
| 364    | CCCLXIV     | 16C                 |                                       |
| 365    | CCCLXV      | 16D                 |                                       |
| 366    | CCCLXVI     | 16E                 |                                       |
| 367    | CCCLXVII    | 16F                 |                                       |
| 368    | CCCLXVIII   | 170                 |                                       |
| 369    | CCCLXIX     | 171                 |                                       |

### Nombres del 370 al 379
| Nombre | Nombre romà | Sistema hexadecimal | Més informació que destaca del nombre                        |
| 370    | CCCLXX      | 172                 |                                                              |
| 371    | CCCLXXI     | 173                 |                                                              |
| 372    | CCCLXXII    | 174                 |                                                              |
| 373    | CCCLXXIII   | 175                 | En kèlvins, el punt d'ebullició de l'aigua a nivell del mar. |
| 374    | CCCLXXIV    | 176                 |                                                              |
| 375    | CCCLXXV     | 177                 |                                                              |
| 376    | CCCLXXVI    | 178                 |                                                              |
| 377    | CCCLXXVII   | 179                 |                                                              |
| 378    | CCCLXXVIII  | 17A                 |                                                              |
| 379    | CCCLXXIX    | 17B                 |                                                              |

### Nombres del 380 al 389
| Nombre | Nombre romà | Sistema hexadecimal | Més informació que destaca del nombre |
| 380    | CCCLXXX     | 17C                 |                                       |
| 381    | CCCLXXXI    | 17D                 |                                       |
| 382    | CCCLXXXII   | 17E                 |                                       |
| 383    | CCCLXXXIII  | 17F                 |                                       |
| 384    | CCCLXXXIV   | 180                 | En el sistema octal, 384 és 600.      |
| 385    | CCCLXXXV    | 181                 |                                       |
| 386    | CCCLXXXVI   | 182                 |                                       |
| 387    | CCCLXXXVII  | 183                 |                                       |
| 388    | CCCLXXXVIII | 184                 |                                       |
| 389    | CCCLXXXIX   | 185                 |                                       |

### Nombres del 390 al 399
| Nombre | Nombre romà | Sistema hexadecimal | Més informació que destaca del nombre |
| 390    | CCCXC       | 186                 |                                       |
| 391    | CCCXCI      | 187                 |                                       |
| 392    | CCCXCII     | 188                 |                                       |
| 393    | CCCXCIII    | 189                 |                                       |
| 394    | CCCXCIV     | 18A                 |                                       |
| 395    | CCCXCV      | 18B                 |                                       |
| 396    | CCCXCVI     | 18C                 |                                       |
| 397    | CCCXCVII    | 18D                 |                                       |
| 398    | CCCXCVIII   | 18E                 |                                       |
| 399    | CCCXCIX     | 18F                 |                                       |